# Stefan Nimke
Stefan Nimke (ur. 1 marca 1978 w Hagenow) – niemiecki kolarz torowy, czterokrotny medalista olimpijski oraz czternastokrotny medalista mistrzostw świata.

## Kariera
Trzykrotnie występował w igrzyskach olimpijskich. W debiucie olimpijskim w Sydney (2000) zdobył srebrny medal w wyścigu na 1 km ze startu wspólnego i siódme miejsce w sprincie drużynowym. Cztery lata później w Atenach zdobył złoty medal w drużynowym sprincie (razem z Jensem Fiedlerem i René Wolffem), brązowy w wyścigu na 1 km, a w Pekinie (2008) zdobył brązowy medal (razem z Maximilianem Levy i René Endersem) w sprincie drużynowym i dziewiąte miejsce indywidualnie. Pięciokrotny mistrz świata (2003, 2009−2012), jednokrotny wicemistrz (2011) i ośmiokrotny brązowy medalista.
Jest wielokrotnym mistrzem Niemiec w sprincie indywidualnym i drużynowym, keirinie i wyścigu na 1 km ze startu zatrzymanego.